# اینفراتیل
اینفراتیل (انگلیسی: Infratil) شرکت برق استرالیایی است، که در سال ۱۹۹۴ تأسیس شد.